# Bonne von Savoyen
Bonne von Savoyen, genannt Madame la Grande (* um 1340 in Mâcon ?; † 19. Januar 1402 in Mâcon), war Gräfin von Savoyen, Aosta und Maurienne.

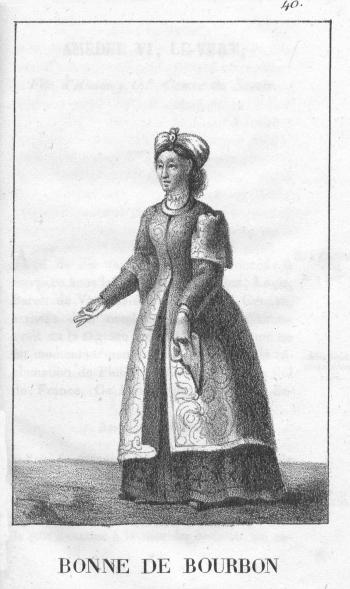
Bonne de Bourbon

## Leben
Bonne war Tochter des Peter, Herzog von Bourbon und dessen Ehefrau Isabelle de Valois, Schwester des französischen Königs Philipp VI. Sie heiratete 1355 Amadeus VI. von Savoyen. Diese Heirat, die vom französischen König gewünscht wurde, ermöglichte die Normalisierung der Beziehungen zwischen Savoyen und Frankreich nach der Integration der Dauphiné in das Königreich. Bonne residierte oft im Schloss Ripaille in Thonon, von wo aus sie de facto über Savoyen herrschte, wenn ihr Mann auf fernen Expeditionen unterwegs war. In seinem Testament ernannte Amadeus VII. sie zur Regentin, obwohl ihr Sohn Amadeus VII. bereits volljährig war.
Nach dessen Tod im Jahr 1391 wurde Bonne in der Rolle der Regentin im Namen von Amadeus VIII. seinem Enkel, bestätigt. Sie geriet jedoch mit der Partei ihrer Schwiegertochter Bona, Tochter des Herzogs Jean de Valois, duc de Berry. Zudem kursierten Gerüchte, sie habe ihren Sohn vergiftet. Bonne verlor den Machtkampf gegen die Vertreter des Herzogs von Burgund und zog sich 1395 nach Mâcon zurück.